# Dąbrowa-Bór
Dąbrowa-Bór (do 31 grudnia 1996 Dąbrowa) – wieś w Polsce położona w województwie lubelskim, w powiecie kraśnickim, w gminie Kraśnik. W latach 1939–1972 w granicach Kraśnika.
Dawniej osada leśna. Figuruje pod nazwą Dąbrowa-Gajówka Ordynacka w dokumentach przedwojennych. w 1933 roku weszła w skład gromady Budzyń, którą włączono 1 kwietnia 1939 do Kraśnika.
1 stycznia 1973 wyłączono ją – jako wieś Dąbrowa – ponownie z Kraśnika i włączono do nowo utworzonej gminy Kraśnik. W latach 1975–1998 miejscowość administracyjnie należała do województwa lubelskiego.
1 stycznia 1997 nazwę wsi Dąbrowa zmieniono na Dąbrowa-Bór, nawiązując w ten sposób do nazwy dawnego osiedla Dąbrowa Bór, prekursora utworzonego w 1954 roku miasta Kraśnika Fabrycznego. Wieś Dąbrowa (współczesna Dąbrowa-Bór) do Kraśnika Fabrycznego jednak nigdy nie należała. Kiedy w 1973 roku zarówno Budzyń jak i Dąbrowę wyłączono z Kraśnika, Budzyń włączono co prawda do Kraśnika Fabrycznego, natomiast Dąbrowa odzyskała samodzielność i stała się sołectwem w nowo utworzonej gminie Kraśnik. Budzyń powrócił wraz z Kraśnkiem Fabrycznym do Kraśnika 1 października 1975, lecz Dąbrowa pozostała w gminie Kraśnik.
Zmiana nazwy Dąbrowy na Dąbrowa-Bór w 1997 roku, a więc przejmując nazwę zupełnie innej historycznej jednostki, wprowadza w błąd na wielu płaszczyznach. Na przykład radny Marian Tracz stwierdził w 2021 roku "W ostatnim czasie pozyskałem mapkę, z której wynika, że w obrębie Kraśnika znajdowały się te tereny. Dąbrowa Bór była jedną z ulic miasta. Terenu nam brakuje, zostało tylko pod budownictwo wysokie i chyba jeden hipermarket  Jeśli moglibyśmy to kiedyś w przyszłości zrealizować spełniło by się powiedzenie Stara miłość nie rdzewieje. Wrócilibyśmy do starych korzeni". Zaprzecza temu dr Domnik Szulc, historyk PAN: "Ta wieś leżąca na terenie gminy wiejskiej Kraśnik nigdy nie należała do miasta". Radny pomylił dwie miejscowości o nazwie Dąbrowa-Bór, natomiast historyk nie uwzględnił, że Dąbrowa (współczesna Dąbrowa-Bór) faktycznie do Kraśnika należała w latach 1939-1972 (włączona do Kraśnika w 1939 jako składowa gromady Budzyń, a wyłączona z niego w 1973 roku jako odrębne sołectwo). Potwierdzają to cytowane powyżej dokumenty prawne a także zarys granic Kraśnika z 1971 roku.

## Części wsi
| SIMC    | Nazwa        | Rodzaj     |
| ------- | ------------ | ---------- |
| 1027248 | Budzyń       | przysiółek |
| 0383857 | Opoczna Góra | przysiółek |

Wieś stanowi sołectwo gminy Kraśnik. Według Narodowego Spisu Powszechnego (III 2011 r.) wieś liczyła 170 mieszkańców.